# Prawo zabudowy (prawo niemieckie)
Prawo zabudowy (niem. Erbbaurecht, przestarzale i potocznie Erbpacht – dzierżawa wieczysta) – zbywalne i dziedziczne prawo wzniesienia i posiadania budowli na cudzej nieruchomości gruntowej.
Z punktu widzenia właściciela gruntu, prawo zabudowy jest ograniczonym prawem rzeczowym, które obciąża jego nieruchomość. Prawo zabudowy jest traktowane w sposób zbliżony do prawa własności i podlega ujawnieniu w dziale II księgi gruntowej, podobnie jak własność. Może stanowić samodzielny przedmiot obciążenia prawami zastawniczymi (długiem gruntowym i hipoteką). Najczęściej prawo zabudowy ustanawia się w zamian za jednorazowe wynagrodzenie lub miesięczny czynsz uiszczany przez uprawnionego właścicielowi gruntu.
Ustawowa regulacja prawa zabudowy zawarta jest w wielokrotnie zmienianym rozporządzeniu o prawie zabudowy (ErbbauVO) z 15 stycznia 1919 r.
Dla powstania prawa zabudowy konieczne jest zawarcie umowy pomiędzy właścicielem i uprawnionym oraz dokonanie stosownego wpisu w księdze gruntowej. Prawo wygasa po upływie umówionego okresu. Właściciel gruntu obowiązany jest wówczas zwrócić uprawnionemu wartość wzniesionych przez niego budowli.

## Zastosowanie prawa zabudowy
W praktyce prawo zabudowy odgrywa dużą rolę w gospodarce nieruchomościami komunalnymi. Właściciel (najczęściej jednostka samorządu terytorialnego) nadaje nieruchomości charakter budowlany i obciąża ją prawem zabudowy, co pozwala inwestorowi rozpocząć budowę bez potrzeby angażowania znacznych środków finansowych na zakup działki. W ten sposób umożliwia się także uzyskanie prawa zbliżonego do własności osobom fizycznym, których nie stać na zakup nieruchomości. Prawo zabudowy nie pozwala na spekulację terenami budowlanymi, bowiem do jego treści należy obowiązek zabudowania gruntu przez uprawnionego.
Prawo zabudowy nie stoi na przeszkodzie rozporządzeniu nieruchomością przez właściciela. Strony umowy o ustanowienie prawa zabudowy mogą także zastrzec między sobą opcję zakupu nieruchomości. Poza jednostkami samorządu terytorialnego, prawo zabudowy bywa ustanawiane najczęściej przez kościoły i fundacje. Obciążanie nim gruntów osób innych niż wymienione należy do rzadkości.
Prawo zabudowy w ustawodawstwie niemieckim pojawiło się w związku z wysokością odsetek od kredytu hipotecznego, przewyższających znacznie kwotę czynszu płaconego właścicielowi przez uprawnionego. Obecnie koszt kredytu hipotecznego znacznie zmalał, co automatycznie przełożyło się na obniżenie atrakcyjności prawa zabudowy. Stabilne ceny na rynku nieruchomości powodują, że bardziej opłacalne jest skorzystanie z kredytu i nabycie niczym nieobciążonej własności nieruchomości po 30 latach kredytowania niż dysponowanie ograniczonym czasowo prawem zabudowy, z którym wiąże się obowiązek wnoszenia opłat czynszowych.
Wysokość czynszu określa się w umowie o ustanowienie prawa i nie ma prawnej możliwości jej obniżenia. Czynsz może tylko wzrastać według ewentualnej klauzuli waloryzacyjnej.

## Czas trwania prawa zabudowy
Umowy o ustanowienie prawa zabudowy zazwyczaj przewidują jego istnienie przez okres od 75 do 99 lat. Jeśli chodzi o nieruchomości przemysłowe, okres ten waha się od 40 do 50 lat. Prawo zabudowy jest zbywalne i podlega dziedziczeniu. Zbycie prawa i zabudowa gruntu wymagają zgody właściciela nieruchomości, uprawniony uiszcza zamiast ceny kupna tylko opłatę czynszową, która rocznie wynosi około 3–5% wartości nieruchomości.

## Historyczne początki
W prawie rzymskim poprzednikiem prawa zabudowy była instytucja zwana superficies (prawo powierzchni), dziedziczne i zbywalne prawo do odpłatnego posiadania własnego budynku wzniesionego na cudzym gruncie za zgodą właściciela. Czynsz należny właścicielowi zwany solarium był zwykle umiarkowany z uwagi na wkład budowlany. Superficjariusz korzystał z ochrony procesowej podobnej jak emfiteuta.